# Microregione di Santiago
Santiago è una microregione del Rio Grande do Sul in Brasile, appartenente alla mesoregione di Centro Ocidental Rio-Grandense.
È una suddivisione creata puramente per fini statistici, pertanto non è un'entità politica o amministrativa.

## Comuni
È suddivisa in 9 comuni:
- Capão do Cipó
- Itacurubi
- Jari
- Júlio de Castilhos
- Pinhal Grande
- Quevedos
- Santiago
- Tupanciretã
- Unistalda